# Alif Alif

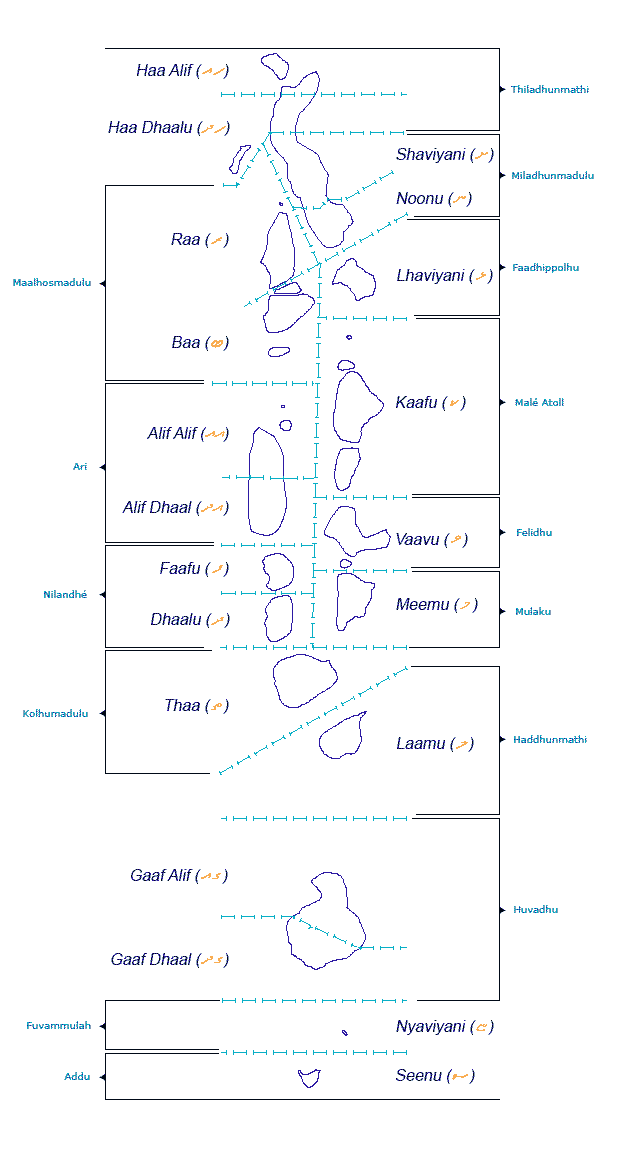
Podział administracyjny Malediwów

Alif Alif – atol administracyjny, jedna z 21 jednostek administracyjnych Malediwów. Oficjalna nazwa to: Ari Atholhu Uthuruburi.

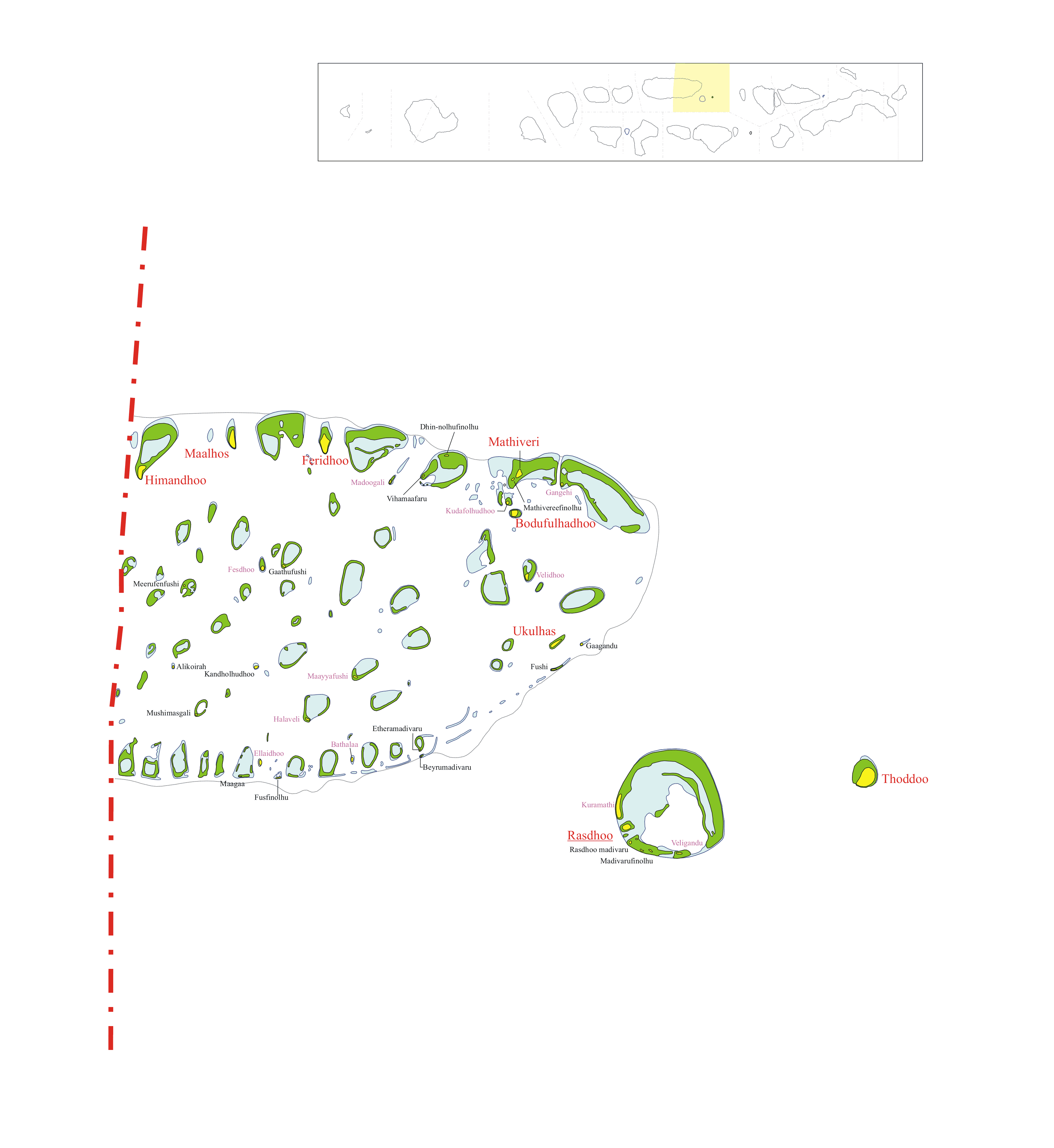
Alif Alif

Obejmuje swym terytorium atole Rasdhoo, Thoddoo oraz północną część Ari, a jego stolicą jest Rasdhoo. W 2006 zamieszkiwało tutaj 5776 osób.